# 热罗姆·让内
热罗姆·让内（法語：Jérôme Jeannet，1977年1月26日—），生于马提尼克法兰西堡，法国男子击剑运动员，主攻重剑。

## 家庭
弟弟法布里斯·让内也是击剑运动员。